# Kotjärnen (Hjulsjö socken, Västmanland)
Kotjärnen är en sjö i Hällefors kommun i Västmanland och ingår i Norrströms huvudavrinningsområde.